# 岡山シーガルズ
岡山シーガルズ（おかやまシーガルズ）は、岡山県岡山市を本拠地とする女子バレーボールクラブチームである。2025-26シーズンはSV.LEAGUE WOMENに所属。

## チームの概要
1999年、前身の東芝シーガルズ活動停止をうけ、リーグ唯一のクラブチームとして同年よりVリーグ加盟。ホームタウンは岡山県。主なホームゲーム開催施設はジップアリーナ岡山。チーム名の由来は、海が近く、大空に飛び立つカモメを意味する。
監督である河本昭義の影響で、同チームの選手は大阪のバレーボール名門校、大阪国際滝井高等学校の出身者が多くを占めている。このことについては滝井側も自覚しており、自他共に「シーガルズジュニアチーム」を公認している。シーガルズが参加するリーグ戦等での同校在校生による応援風景はこのチームならではの風物詩となっている。
選手は一部プロ契約及び学生を除き、シーガルズ事務局職員として練習の合間に事務及び営業の仕事に従事している。

## 歴史

### 東芝シーガルズ時代（1971年-1999年）
チームの前身は、神奈川県横浜市にあった東芝京浜女子バレーボール部。後に「シーガルズ」を愛称とし、チーム名を「東芝シーガルズ」に改称する。1993年9月、大阪国際滝井高から河本昭義氏を監督に迎え、新体制を発足させ、翌年の全日本選手権（黒鷲旗）でベスト4入りを果たし、Vリーグ昇格を果たした。1996年シーズンにはヨーコ・ゼッターランドがチームに在籍していた。諸般の事情により1999年5月をもって東芝の実業団チームとしての活動を終了。

### シーガルズ時代（1999年-2006年）
東芝の休部に際し、監督である河本昭義と関係者は、後継として、ヨーロッパなどに存在する地域に根付いたクラブチームへの移行を模索して活動。チームの資本金を一企業が総負担するのではなく、複数の企業から出資された資本金を元手に自立したチームを立ち上げるよう奔走した。
1999年4月、選手はひとまずそれまで所属した東芝より、新たに立ち上げるチームの母体となる運営会社への出向という形をとることを了承される。出向としたのは、不測の事態のときに、選手が社員として東芝への復帰が可能とするための措置であり、これを見てVリーグは史上例のないクラブチームのリーグ参加について、下部への降格では無く、Vリーグに残って活動することに条件付の了承を出す。この措置は、同じ東芝のサッカー部を母体とした、コンサドーレ札幌と同様のものである。
同年5月には、2000年富山国体への強化策の切り札として、富山県黒部市が本拠地として活動する場を提供。選手22名、監督以下当時のスタッフ全10名が、新たに複数の協賛企業によって立ち上げる運営会社へ移籍することが決まった。
同年6月には、大阪のアイ電気通信社を中心とする関西・北陸の16社が、チームの母体となる株式会社ウォーク（社長・国方勲）を設立。この後、協賛企業は12社増え28社となり、それらの協賛企業が出資した資本金を元に、Vリーグ初のクラブチームとなった。チーム名称は冠名を付けず、マスコットネームの「シーガルズ」のみに変更された。
この年の1999年Vリーグシーズンを迎えるまでに、協賛企業は36社、サポーターは1200人を集めた。初年度の運営費は1億3000万に上った。その後の運営費の捻出については、地域との交流、自治体からの支援、クラブの現在の基本概念でもあるファンクラブ会員による会費での運営を目指した。この形態は現在も続いている。
河本昭義が岡山県笠岡市出身であることから、岡山県バレーボール協会の誘致などで2001年11月に、本拠地を現在の岡山市に移動した。2005年岡山国体の強化を見据えたもので、移籍したこの年より、大目標であった岡山国体をはさみ国体5連覇を達成した。
岡山へ移転した頃から、チーム設立以来低迷していたリーグ戦での成績も徐々に安定していく。なかでも、2005年の第11回Vリーグでは、最終戦の結果次第で初のセミファイナル進出という所まで迫った（最終戦で敗れ、5位に終わる）。

### 岡山シーガルズ時代（2006年-）
2006年4月1日に、岡山シーガルズにチーム名を変更。ここにいたり、ようやく地域名である岡山を冠にもつ地域密着型市民クラブチーム、岡山シーガルズとなり、改めて活動を活発化させていく。
- 地元岡山に小、中学生による「岡山シーガルズジュニアチーム」を同月2日より発足。岡山の児童生徒に広く一流の技術と心構えを伝えていく。
- 岡山県体教主導のトップアスリート派遣事業（晴れの国トップアスリート派遣事業）に精力的に参加。
- 地元岡山理大付中・高と、スポーツ交流協定を結ぶ。岡山から世界に羽ばたく選手育成を目指すというもの。

2007年10月、埋もれた人材を発掘し広く門戸を開くのを目的に、女子のトップチームでは初となるトライアウト（入団テスト）を実施。川崎右芙子が採用第1号となった。
2008年、2007-08プレミアリーグにおいて女子クラブチームとして史上初となる上位4チームによるセミファイナルに進出し、前身の東芝時代も含めて最高成績の4位となった。
2010-11プレミアリーグでは、怪我人が相次ぎ成績が低迷。10シーズンぶりに最下位が確定したが、2011年3月11日に発生した東日本大震災により、当期リーグ戦の残り試合が中止となり、チャレンジマッチも中止となったため、岡山シーガルズの来シーズンのプレミア残留が決定した。
2012-13プレミアリーグでは、レギュラーラウンド4位で2シーズン連続してファイナルラウンドに進出し、チーム最高位となる3位を獲得した。
2013-14プレミアリーグでは3年連続でファイナルラウンドに進出、セミファイナルで1位となり優勝決定戦に進出。決勝では涙を飲むもチーム最高となる準優勝を遂げた。
2016/17シーズンレギュラーラウンドで11連敗するなど不調が続き、7位となってV・チャレンジマッチに回った。2017年3月11・12日に行われたV・チャレンジマッチで上尾メディックスと対戦し初戦は3-1で勝利したものの第二戦では0-3とストレート負けしてVチャレンジリーグIへの初降格となった。
2017/18シーズンのVチャレンジリーグIでは、同じ降格組のPFUブルーキャッツと優勝争いを演じ、最終戦の直接対決を制して優勝を果たした。
2018年、これまでのVリーグに変わり新生V.LEAGUEが誕生し、1部のDIVISION1に所属。レギュラーラウンドで10勝10敗の成績で11チーム中7位の成績を挙げたが、Western Conference所属の5チームの中では最下位だったため、不運にもファイナル8進出はならず、結局9位が最終結果となった。
2019-20シーズンはプレミアカンファレンス所属となり、6チーム中2位と躍進しファイナル8進出。ファイナル8も何とか勝ち抜き、5シーズンぶりの4強入りを果たした。準決勝ではデンソーエアリービーズをフルセットで破り、6シーズンぶりの決勝進出を果たす。決勝は、JTマーヴェラスを相手に途中セットカウント2-1とリードをし、悲願の初優勝まであと1セットとしたが、第4セットで相手に流れを与えてしまい、フルセットの末に敗れて惜しくも準優勝となった。

## エピソード
- 河本が企業持ちの実業団チームから、クラブチームへの移行を具体的にイメージしていくきっかけとなったのは、当時交流のあったオランダ人監督が、日本のVリーグ実業団チームの運営費が高額であると驚く様子にあったという。ヨーロッパではこれほどの過剰な金銭をかけたチーム運営は考えられない、というもので、その頃からずっと、バレーボールチームはもっと手軽で、市民、地域に手の届くものであるべきであり、その範囲で相互に協力し合い運営されるべきものではないか、という構想を暖めていたとのこと。
- 1999年、クラブ存続の望みを託して市民クラブを目指して、冠を持たないシーガルズとして再出発した当初は、「二年でつぶれるだろう」と揶揄されることもあった。
- 2000年、富山国体では、成年女子6人制のみではなく、9人制にも選手を送り出した。結果、6人制では優勝、9人制においても準優勝を収め、富山総合優勝に大きく貢献した。
- 国体優勝を果たした2000年富山国体であったが、その次年度の2001年はチームの本拠地をどこに置くかが長らく未定で、各種の対外試合に出場していなかった。株式会社ウォークは大阪が本社となっており、富山県のチームとして3年近く活動をしてきたが、ここにきて移転の動きが出てきたためである。
- 2002年から2006年まで、国体の成年女子バレーボール6人制で史上最多の5連覇を達成。2006年9月、第26回日本サマーリーグ優勝（3年ぶり3回目）。プレシーズンの女王の異名を持つ。
- ウィンディというチームマークを模したマスコットキャラクターがおり、今では大変親しまれているのだが、このマスコットが登場した際の新聞では「着ぐるみ」と書かれてしまってのお披露目だった。
- 2011年に発生した東日本大震災における支援活動として、義援金の募集(選手のサイン入りクリアファイルの販売など)や、チャリティマッチを開催した。
- 「空間を超える和の力」[11][12][13] というスローガンを掲げている時がある。

## 成績

### 主な成績
Vプレミア、V.LEAGUE DIVISION1（Vリーグ）
- 優勝なし
- 準優勝 2回 （2013/14, 2019-20）

チャレンジリーグI
- 優勝 1回（2017/18）

黒鷲旗全日本選抜
- 優勝 1回（2024年）
- 準優勝 1回 （2005年）

天皇杯・皇后杯全日本バレーボール選手権大会
- 優勝なし
- 準優勝 1回 （2013年度）

国民体育大会成年女子（6人制）
- 優勝10回 （2002年 - 2006年, 2008-2010年、2014 - 2015年）

Vカップ （現在廃止）
- 優勝1回 （2001年 第2回大会）
- 準優勝1回 （2000年 第1回大会）

### 年度別成績

#### Vリーグ / 実業団リーグ・V1リーグ
| 所属    | 年度              | 最終 順位 | 参加 チーム数 | 試合 | 勝 | 敗 | 勝率  |
| ------- | ----------------- | --------- | ------------- | ---- | -- | -- | ----- |
| Vリーグ | 第6回 (1999/2000) | 9位       | 10チーム      | 18   | 4  | 14 | 0.286 |
| Vリーグ | 第7回 (2000/01)   | 10位      | 10チーム      | 18   | 3  | 15 | 0.167 |
| Vリーグ | 第8回 (2001/02)   | 5位       | 9チーム       | 16   | 10 | 6  | 0.625 |
| Vリーグ | 第9回 (2002/03)   | 6位       | 8チーム       | 21   | 8  | 13 | 0.381 |
| Vリーグ | 第10回 (2003/04)  | 5位       | 10チーム      | 18   | 10 | 8  | 0.556 |
| Vリーグ | 第11回 (2004/05)  | 5位       | 10チーム      | 27   | 14 | 13 | 0.519 |
| Vリーグ | 第12回 (2005/06)  | 5位       | 10チーム      | 27   | 15 | 12 | 0.556 |

#### V・プレミアリーグ / V・チャレンジリーグ
| 所属        | 年度    | 最終 順位 | 参加 チーム数 | レギュラーラウンド | レギュラーラウンド | レギュラーラウンド | レギュラーラウンド | ポストシーズン | ポストシーズン | ポストシーズン |
| 所属        | 年度    | 最終 順位 | 参加 チーム数 | 順位               | 試合               | 勝                 | 敗                 | 試合           | 勝             | 敗             |
| ----------- | ------- | --------- | ------------- | ------------------ | ------------------ | ------------------ | ------------------ | -------------- | -------------- | -------------- |
| プレミア    | 2006/07 | 8位       | 10チーム      | 8位                | 27                 | 10                 | 17                 | -              | -              | -              |
| プレミア    | 2007/08 | 4位       | 10チーム      | 4位                | 27                 | 14                 | 13                 | 4              | 1              | 3              |
| プレミア    | 2008/09 | 7位       | 10チーム      | 7位                | 27                 | 13                 | 14                 | -              | -              | -              |
| プレミア    | 2009/10 | 6位       | 8チーム       | 6位                | 28                 | 10                 | 18                 | -              | -              | -              |
| プレミア    | 2010/11 | 8位       | 8チーム       | 8位                | 26                 | 1                  | 25                 | 中止           | 中止           | 中止           |
| プレミア    | 2011/12 | 4位       | 8チーム       | 4位                | 21                 | 11                 | 10                 | 4              | 0              | 4              |
| プレミア    | 2012/13 | 3位       | 8チーム       | 4位                | 28                 | 15                 | 13                 | -              | -              | -              |
| プレミア    | 2013/14 | 準優勝    | 8チーム       | 3位                | 28                 | 17                 | 11                 | 4              | 2              | 2              |
| プレミア    | 2014/15 | 4位       | 8チーム       | 3位                | 21                 | 13                 | 8                  | 5              | 1              | 4              |
| プレミア    | 2015/16 | 6位       | 8チーム       | 4位                | 21                 | 9                  | 12                 | 5              | 0              | 5              |
| プレミア    | 2016/17 | 7位       | 8チーム       | 7位                | 21                 | 5                  | 16                 | -              | -              | -              |
| チャレンジⅠ | 2017/18 | 優勝      | 7チーム       | 1位                | 18                 | 17                 | 1                  | -              | -              | -              |

#### V.LEAGUE
| 所属      | 年度    | 最終 順位 | 参加 チーム数 | レギュラーラウンド | レギュラーラウンド | レギュラーラウンド | レギュラーラウンド | レギュラーラウンド | レギュラーラウンド | ポストシーズン | ポストシーズン | ポストシーズン | 備考            |
| 所属      | 年度    | 最終 順位 | 参加 チーム数 | カンファレンス     | 順位               | チーム数           | 試合               | 勝                 | 敗                 | 試合           | 勝             | 敗             | 備考            |
| --------- | ------- | --------- | ------------- | ------------------ | ------------------ | ------------------ | ------------------ | ------------------ | ------------------ | -------------- | -------------- | -------------- | --------------- |
| DIVISION1 | 2018-19 | 9位       | 11チーム      | ウエスタン         | 5位                | 5チーム            | 20                 | 10                 | 10                 | 2              | 2              | 0              |                 |
| DIVISION1 | 2019-20 | 準優勝    | 12チーム      | プレミア           | 2位                | 6チーム            | 21                 | 15                 | 6                  | 5              | 3              | 2              |                 |
| DIVISION1 | 2020-21 | 6位       | 12チーム      | （1リーグ制）      | 6位                | 12チーム           | 21                 | 11                 | 10                 | 2              | 1              | 1              |                 |
| DIVISION1 | 2021-22 | 9位       | 12チーム      | （1リーグ制）      | 9位                | 12チーム           | 33                 | 12                 | 21                 | -              | -              | -              | 不戦勝1を含む。 |
| DIVISION1 | 2022-23 | 11位      | 12チーム      | （1リーグ制）      | 11位               | 12チーム           | 33                 | 9                  | 24                 | -              | -              | -              |                 |
| DIVISION1 | 2023-24 | 9位       | 12チーム      | （1リーグ制）      | 9位                | 12チーム           | 22                 | 7                  | 15                 | -              | -              | -              |                 |

#### SV.LEAGUE
| 所属      | 年度    | 最終 順位 | 参加 チーム数 | レギュラーラウンド | レギュラーラウンド | レギュラーラウンド | レギュラーラウンド | ポストシーズン | ポストシーズン | ポストシーズン | 備考 |
| 所属      | 年度    | 最終 順位 | 参加 チーム数 | 順位               | 試合               | 勝                 | 敗                 | 試合           | 勝             | 敗             | 備考 |
| --------- | ------- | --------- | ------------- | ------------------ | ------------------ | ------------------ | ------------------ | -------------- | -------------- | -------------- | ---- |
| SV.LEAGUE | 2024-25 | 11位      | 14チーム      | 11位               | 44                 | 15                 | 29                 |                |                |                |      |

## 選手・スタッフ（2025-26）

### 選手
| 背番号                                                                      | 名前       | シャツネーム | 生年月日（年齢）       | 身長  | 国籍 | Pos  | 在籍年  | 前所属           | 備考         |
| --------------------------------------------------------------------------- | ---------- | ------------ | ---------------------- | ----- | ---- | ---- | ------- | ---------------- | ------------ |
| 1                                                                           | 濱田真友   | HAMADA       | 2003年5月8日（22歳）   | 163.5 | 日本 | S    | 2022年- | 大阪国際滝井高校 | 副キャプテン |
| 2                                                                           | 佐伯亜魅加 | SAIKI        | 2003年9月12日（21歳）  | 177   | 日本 | OH   | 2022年- | 松山東雲高校     |              |
| 3                                                                           | 田口絢佳   | TAGUCHI      | 1998年11月11日（26歳） | 179   | 日本 | MB   | 2017年- | 東九州龍谷高校   |              |
| 4                                                                           | 小松原凜香 | RINKA        | 2001年5月16日（24歳）  | 176   | 日本 | OH   | 2024年- | 京都橘大学       |              |
| 5                                                                           | 栗栖明歩   | KURISU       | 1998年8月8日（27歳）   | 180   | 日本 | MB   | 2025年- | 埼玉上尾         | 移籍加入     |
| 6                                                                           | 宮川琴花   | KOTOHA       | 2006年12月25日（18歳） | 176   | 日本 | OH   | 2025年- | 大阪国際高校     | 新人         |
| 7                                                                           | 山城愛心   | YAMASHIRO    | 1998年6月24日（27歳）  | 176   | 日本 | OH   | 2023年- | KUROBE           | 副キャプテン |
| 8                                                                           | 宮川絢花   | AYAHA        | 2006年12月25日（18歳） | 185   | 日本 | MB   | 2025年- | 大阪国際高校     | 新人         |
| 9                                                                           | 髙柳有里   | YURI         | 2000年4月19日（25歳）  | 177   | 日本 | OH   | 2019年- | 大阪国際滝井高校 |              |
| 10                                                                          | 甲斐理香菜 | KAI          | 2003年9月4日（21歳）   | 172   | 日本 | OH   | 2022年- | 都城商業高校     |              |
| 11                                                                          | 城戸陽菜   | H.KIDO       | 2004年9月11日（20歳）  | 158   | 日本 | L    | 2023年- | 福岡工大城東高校 |              |
| 12                                                                          | 妹尾紗香   | SEO          | 2004年3月20日（21歳）  | 174   | 日本 | S    | 2022年- | 松山東雲高校     |              |
| 15                                                                          | 新名優花   | NIINA        | 2004年10月20日（20歳） | 161   | 日本 | S    | 2023年- | 都城商業高校     |              |
| 16                                                                          | 内山優衣   | UCHIYAMA     | 2001年9月27日（23歳）  | 162   | 日本 | L    | 2024年- | 長崎国際大学     |              |
| 17                                                                          | 城戸うらん | KIDO         | 2001年12月27日（23歳） | 167   | 日本 | OH/L | 2020年- | 大阪国際滝井高校 |              |
| 18                                                                          | 藤村若奈   | FUJIMURA     | 2001年5月27日（24歳）  | 178   | 日本 | OH   | 2025年- | 広島             | 移籍加入     |
| 20                                                                          | 藤原絢奈   | FUJIWARA     | 2003年4月6日（22歳）   | 167   | 日本 | OH   | 2022年- | 大阪国際滝井高校 |              |
| 21                                                                          | 中井心音   | NAKAI        | 2003年5月24日（22歳）  | 174   | 日本 | MB   | 2022年- | 大阪国際滝井高校 |              |
| 22                                                                          | 船田芽依   | FUNADA       | 2001年12月30日（23歳） | 163   | 日本 | L    | 2020年- | 松山東雲高校     |              |
| 25                                                                          | 岡野亜依   | OKANO        | 2000年4月17日（25歳）  | 168   | 日本 | OH   | 2023年- | 中国学園大学     |              |
| 26                                                                          | 長瀬そら   | NAGASE       | 1999年8月18日（25歳）  | 179   | 日本 | MB   | 2018年- | 大阪国際滝井高校 | キャプテン   |
| 28                                                                          | 和田実久   | WADA         | 2006年4月27日（19歳）  | 170   | 日本 | OH   | 2025年- | 福岡工大城東高校 | 新人         |
| 31                                                                          | 永井知佳   | NAGAI        | 2002年11月24日（22歳） | 178   | 日本 | MB   | 2024年- | 敬愛大学         | 新人         |
| 32                                                                          | 松本舞佳   | MATSUMOTO    | 2003年1月15日（22歳）  | 176   | 日本 | OH   | 2021年- | 島田商業高校     |              |
| 33                                                                          | 中本柚朱   | NAKAMOTO     | 2002年11月13日（22歳） | 176   | 日本 | OH   | 2021年- | 大阪国際滝井高校 |              |
| 出典：新体制リリース チーム公式サイト Vリーグ公式サイト 更新：2025年6月11日 |            |              |                        |       |      |      |         |                  |              |

### スタッフ
| 役職                                                                        | 名前           | 備考 |
| --------------------------------------------------------------------------- | -------------- | ---- |
| 代表取締役                                                                  | 山河義弘       |      |
| 副社長                                                                      | 藤井守雄       |      |
| 事業担当取締役                                                              | 安田良平       |      |
| ヘッドコーチ                                                                | 河本昭義       |      |
| ゼネラルマネージャー                                                        | 中田聖子       |      |
| ゼネラルマネージャー代行                                                    | 谷口幸雄       | 新任 |
| コーチ                                                                      | 吉田啓佑       |      |
| コーチ                                                                      | ムレイ・ポール |      |
| コーチ                                                                      | 杉脇藍人       | 新任 |
| トレーナー                                                                  | 藤田清乃       |      |
| トレーナー                                                                  | 藤野郁子       |      |
| ドクター                                                                    | 舟木清美       |      |
| アナリスト                                                                  | 伊藤悠利       |      |
| スクールコーチ                                                              | 神田千絵       |      |
| マネージャー                                                                | 平田真澄       |      |
| マネージャー兼フロントスタッフ                                              | 吉田みなみ     |      |
| マネージャー兼フロントスタッフ                                              | 宮西由恵       |      |
| 管理栄養士                                                                  | 北村舞子       |      |
| 管理栄養士                                                                  | 仮屋友紀子     |      |
| フロントスタッフ                                                            | 高田さゆり     |      |
| フロントスタッフ                                                            | 澤田利彦       |      |
| フロントスタッフ                                                            | 大峯剛         |      |
| フロントスタッフ                                                            | 藤岡まり       |      |
| フロントスタッフ                                                            | 近藤亜希子     |      |
| フロントスタッフ                                                            | 本田潤一       |      |
| フロントスタッフ                                                            | 溝田知茂       |      |
| 顧問                                                                        | 三村聡         |      |
| 出典：新体制リリース チーム公式サイト Vリーグ公式サイト 更新：2025年6月13日 |                |      |

## 在籍していた主な選手
| - 兵田今日子 - 国兼聡子 - 丸山舞子 - 古井純子 - 河野志保 - 西村光代 - 柳川裕美 - 神蔵なほ子 - 野村まり - 小野優美子 - 川井梅香 - 古井千恵美 - 神田千絵 - 米村信子 - 小菅真弓 - 東谷幸子 - 堀田理恵 - 高松未 - 若浦貴子 - 瀬尾有耶 - 森和代 - 岡野弘子 - 野口彩佳 - 佐々木侑 - 堀口夏実 | - 栗原恵 - 村田奈都美 - 小林亜里沙 - 北村みどり - 福田舞 - 金森純子 - 熊谷桜子 - 関李香 - 卜部里菜 - 今野加奈子 - 浅津ゆうこ - 香野晶子 - 東万純 - 泉夏子 - 川畑愛希 - 竹田麻衣 - 大升知春 - 川畑夏希 - 山口舞 - 林日向子 - 大楠鼓雪 - 大升知春 - 吉田みなみ - 佐々木萌 |

## アンダーカテゴリー
下部組織としてU15男女対象チームのシーガルズジュニアを運営。2011年発足。シーガルズコーチの吉田啓佑が監督を務める。

## ユニフォーム

### ユニフォームスポンサー
| 掲出箇所 | スポンサー名             | 表記                   |
| -------- | ------------------------ | ---------------------- |
| 右胸     | 中国銀行                 | 中国銀行               |
| 肩       | 吉備システム             | 吉備システム           |
| 肩       | ベネッセコーポレーション | Benesse                |
| 肩       | 岡山放送                 | OH!くん（イラスト）OHK |
| 肩       | ナカシマプロペラ         | ナカシマプロペラ       |
| 肩       | 山陽新聞社               | 山陽新聞社             |

※ 肩のスポンサーについては試合毎に左右の肩に2社表記される（試合によっては表記されない）。2008-09シーズンまでは、左右の袖にスポンサー表記があったが、2009-10シーズンからユニフォームの上着がノースリーブタイプに変更されたために、肩に変更された。

### ユニフォームサプライヤー
- ミズノ

## オフィシャルスポンサー
（50音別）
現在のオフィシャルスポンサー
- イノテック（2009-10シーズン - ）
- 岡山放送
- 吉備システム
- コカ・コーラウエスト（2008年12月31日まではコカ・コーラウエストホールディングス、2008-09シーズン - ）
- 山陽新聞社
- 山陽放送
- 新成トラスト（2008-09シーズン - ）
- 中国銀行（チームのメインスポンサーで、以前は同銀行のCMにもシーガルズの選手が起用されていた）
- テレビせとうち（2008-09シーズン - ）
- ナカシマプロペラ
- 備前自動車岡山教習所（2009-10シーズン - ）
- ベネッセコーポレーション

過去のオフィシャルスポンサー
いずれも、2007-08シーズンまで。
- 大本組
- 岡山県

※上記は、中国銀行とともにチームのメーンスポンサーだった。
- 松下電器産業（現・パナソニック）
- 両備グループ
- 赤磐市（2008-09シーズンまで）
- おもちゃ王国（2008-09シーズン）